# Allomorphia setosa
Allomorphia setosa là một loài thực vật có hoa trong họ Mua. Loài này được Craib mô tả khoa học đầu tiên năm 1913.